# Aktueller Software Markt
Aktueller Software Markt, conosciuta anche con la sigla ASM, è stata una rivista tedesca mensile dedicata ai videogiochi multipiattaforma, pubblicata da Tronic Verlag dal 1986 al 1995. È stata una delle prime riviste pubblicate in Germania incentrate sui videogiochi, sebbene i primi numeri riguardassero più il mercato software in generale per quasi tutte le piattaforme che in quel momento venivano vendute, da cui il nome "Aktueller Software Markt" (che infatti letteralmente significa "Mercato attuale del software"). La rivista sostiene anche di essere la prima in assoluto in Germania incentrata sui software per computer.
Il primo numero uscì nel marzo 1986, mentre l'ultimo a febbraio 1995. In tutto uscirono 96 mensilità e 30 edizioni speciali. Non c'è una numerazione assoluta delle uscite, ma solo quella relativa all'anno. Fino a ottobre 1991, Manfred Kleimann fu caporedattore, poi sostituito da Matthias Siegk. Con il numero di marzo 1993 Peter Schmitz entrò come terzo e ultimo capo redattore.
Durante gli ultimi anni il nome del periodico fu cambiato due volte. Con il numero di dicembre 1993 venne infatti ribattezzato ASM - Das Spaß-Magazin, che significa "ASM - La rivista del divertimento", mentre con quello di novembre 1994 divenne ASM - Das Computer-Spaß-Magazin, letteralmente "ASM - La rivista divertente per computer".
Molte copertine vennero realizzate con apposite illustrazioni disegnate a mano dall'artista inglese Mark Bromley utilizzando l'aerografo.
La rivista, in coda alle recensioni di videogiochi, era solita assegnare una votazione composta da più voci, senza un voto complessivo. Le voci possono cambiare in base al genere del gioco e con l'evoluzione della rivista; in molti casi erano Grafik (grafica), Sound (sonoro), Spielablauf (gameplay), Motivation (motivazione) e Preis/Leistung (rapporto qualità/prezzo).
Inizialmente ciascun voto era espresso in scala 0-10, senza frazioni, ma a partire dal numero 2 del 1987 si passò alla scala 0-12 per avere maggiore precisione.
La rivista inoltre era solita assegnare il titolo di ASM Hit ai giochi migliori. Analogamente, qualche volta assegnò il titolo di Flop das Monats ("fiasco del mese") ai peggiori.
Nel 2023 il marchio è stato rilanciato dalla APC&TCP come una rivista aperiodica dedicata al retrogaming.